# Eduard Constantin Lewy
Eduard Constantin Lewy (*  3. März 1796 in Saint-Avold im Moseldepartement; † 3. Juni 1846 in Wien) war ein bekannter Hornist sowie Professor am Wiener Konservatorium.
Sein Vater war Violoncellist in der Kapelle des Herzogs von Zweibrücken. Von ihm erhielt er seinen ersten Musikunterricht. Auch sein Bruder Josef Rudolf Lewy (1802–1881) war Musiker und Komponist.
Im Alter von 14 Jahren kam er in das Konservatorium nach Paris. Dort erhielt er seine weitere Ausbildung und das Waldhorn wurde sein Hauptinstrument. Sein spezieller Lehrer war der Hornist Frédéric Duvernoy. Er war ein guter Violin- und Violoncellospieler und spielte in der Zeit in vielen Quartetten.
Im Jahr 1812 ging er in den französischen Militärdienst, wo er zu den Musikern der Alten Garde kam. Er blieb bei der Garde bis nach der Schlacht bei Waterloo. 1814 wurde er zum Regimentskapellmeister und Trompetermajor ernannt aber 1815 verließ er das Militär. Er machte nun Reisen durch Frankreich und die Schweiz. In Basel heiratete er auch.
Aber im Jahr 1822 holte ihn Conradin Kreutzer als Solohornist an das kaiserliche Orchester des Hofoperntheaters nach Wien. Dort festigte er seinen Ruf als Hornvirtuose durch zahlreiche Konzerte und Reisen, auf die ihn ab 1838 auch die Kinder als Musiker begleiteten. 1833 wurde er dann Professor für Waldhorn am Wiener Konservatorium, 1835 auch Mitglied der Hofkapellen. Er starb im Jahr 1846 in Wien.
Mit seiner Frau hatte er vier Kinder, vonen drei ebenfalls hervorragende Musiker wurden:
- Karl (* 1. April 1821; † 20. April 1883), Pianist und Komponist
- Melanie (Harfenistin) (* 27. Juli 1823; † 6. April 1856) ⚭ Elias Parish Alvars (* 28. Februar 1808; † 25. Januar 1849)
- Richard Eduard (* 13. September 1827; † 31. Dezember 1883), Waldhornist